# Bertone Novanta

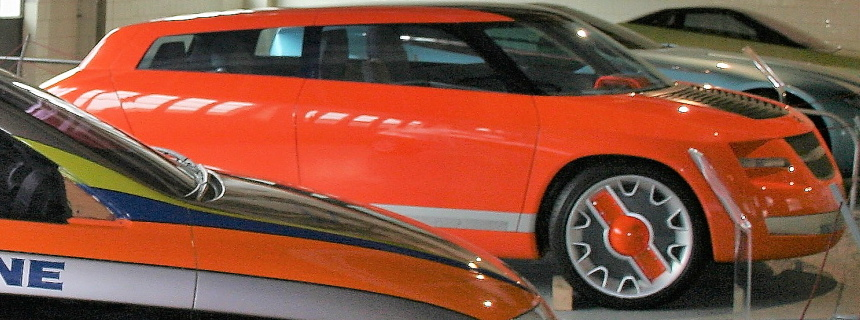

Der Bertone Novanta ist ein Konzeptfahrzeug, welches vom italienische Autoentwicklungsunternehmen Bertone im Jahr 2002 anlässlich seines neunzigsten Jubiläums vorgestellt wurde. Es basiert auf dem Saab 9-5. Das viersitzige und viertürige Fahrzeug setzt eine von SKF entwickelte Drive-by-Wire-Technologie zur Steuerung der Fahrzeugfunktionen ein. Die hinteren Türen sind als Portaltüren ausgeführt (an der C-Säule) angeschlagen.